# Konstantin Scherbakov
Pour les articles homonymes, voir Chtcherbakov.
Konstantin Scherbakov (en russe : Константин Александрович Щербаков, Constantin Alexandrovitch Chtcherbakov), né à Barnaoul en Sibérie le 11 juin 1963, est un pianiste et pédagogue russe.

## Biographie
Il est le lauréat du premier Concours Rachmaninov en 1983. En 1990, il joue en solo dans quatre récitals au festival de musique de chambre d'Asolo ; ce qui lance sa carrière internationale.
Scherbakov mène une brillante carrière d'enregistrement pour le label Naxos ; parmi ses disques sous l'étiquette, on trouve des enregistrements de tous les concertos de Tchaïkovski, la transcription par Liszt des neuf symphonies de Beethoven, et de la musique de Godowsky, Medtner, Respighi, Chostakovitch et Liapounov. L'acclamation de la critique a été élevée ; le magazine Gramophone a écrit que Scherbakov joue avec « délicatesse et affection », et le Cercle des critiques allemand a décerné son premier prix à Scherbakov à deux reprises ; une fois pour un enregistrement de la Sonate en mi mineur  de Godowsky et l'autre pour l'interprétation de la version piano de la Neuvième symphonie de Beethoven. Son enregistrement des Vingt-quatre préludes et fugues de Chostakovitch, a reçu « un triomphe » par ClassicsToday.com et un prix classique à Cannes en 2001 ; le magazine Répertoire le gratifiant d'un « recommandé » (n° 145).
Depuis 1998, Konstantin Scherbakov est professeur à la Haute École d'art de Zurich. Il est membre de jurys dans les grands concours internationaux – tels que l'ARD de Munich, Busoni à Bolzano, Liszt à Weimar et entre autres, de Rio de Janeiro, Séoul, la Havane… – et il organise régulièrement des classes de maître à travers le monde : Allemagne, Italie, Suisse, Nouvelle-Zélande, Singapour, Cuba, Russie, Afrique du Sud, Japon et Brésil. Plusieurs de ses élèves ont remporté des prix et distinctions lors de concours internationaux. La plus récente étant Ioulianna Avdeïeva, lauréate 2010 du Concours international Chopin de Varsovie.
Scherbakov vit depuis 1992 avec sa famille à Zurich, en Suisse. Il passe la plupart de son temps en Espagne et en Russie.